# Nauclea subdita
Nauclea subdita là một loài thực vật có hoa trong họ Thiến thảo. Loài này được (Korth.) Steud. mô tả khoa học đầu tiên năm 1841.

## Hình ảnh

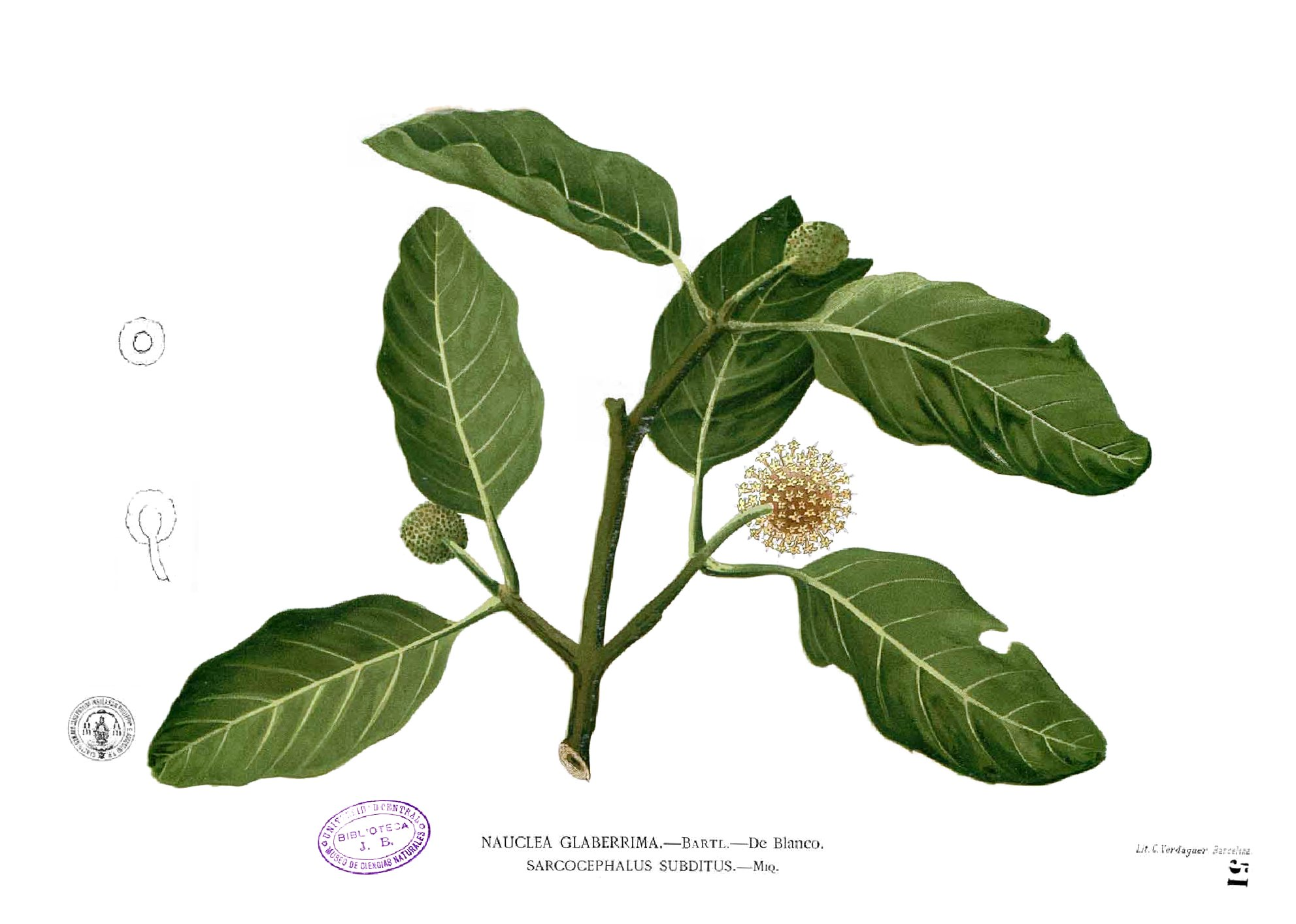
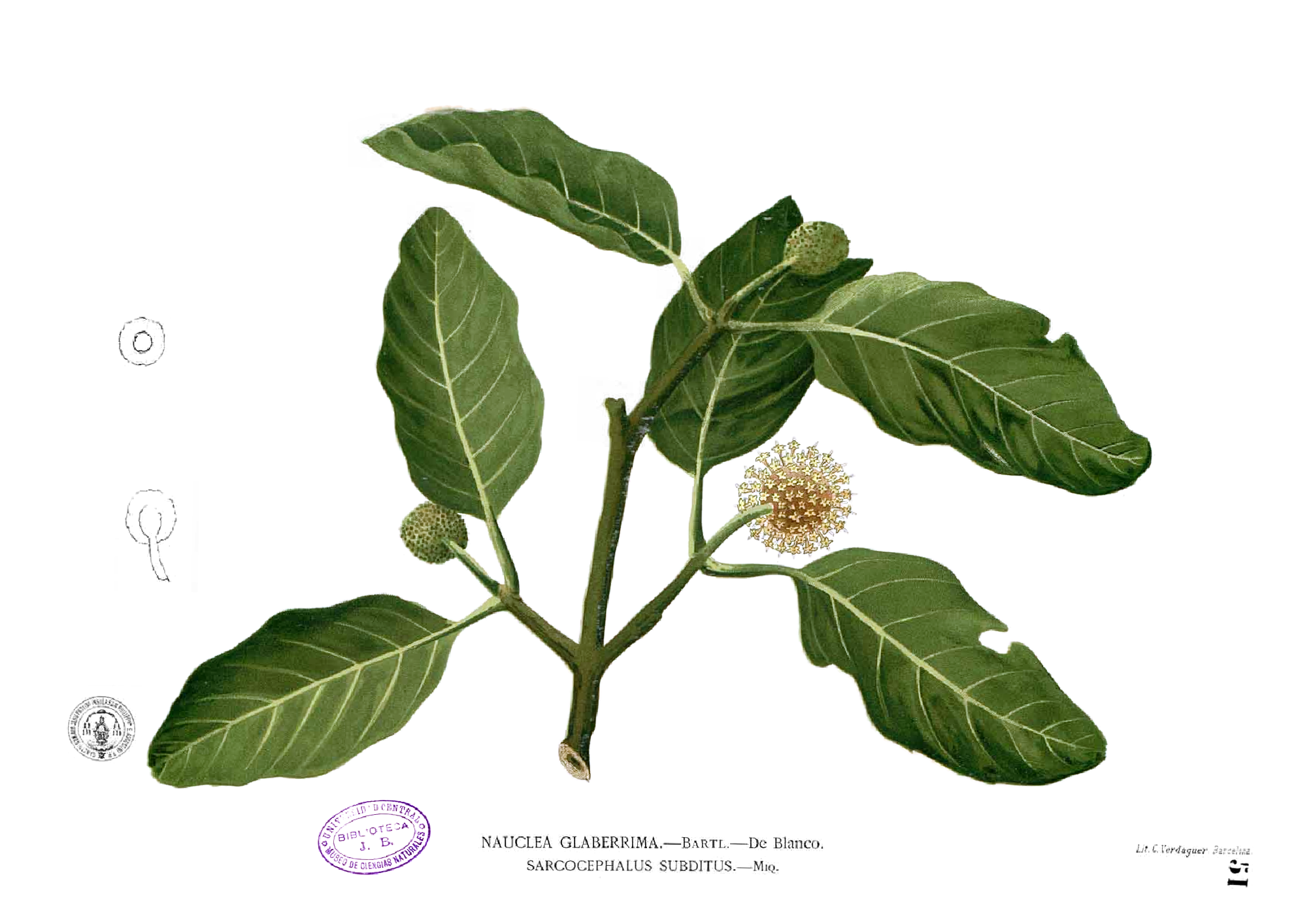